# Afklaringsbal
Afklaringsbal eller afklaringslap er egentlig det samme som en polerebal, polereklud, men vædes kun med sprit eller fortynder (afhængigt af laktype) og olie – opløsningsevnen må ikke være for voldsom. Hvordan ballen opbygges og bruges er beskrevet nærmere i artiklen polerebal.
Ordet afklaringsbal består af to led.
1. led af afklare; jf. klar, gennemsigtig, blank
2. led, møbelsnedkerværktøj til blankpolering af overflader – se bal.

Afklaringsbalen anvendes – fortrinsvis af møbelsnedkere, -restauratorer og deslige ved blankpolering med politur (shellak og muligvis også de førhen almindeligt anvendte kopallakker) eller celluloselak. Det er ikke noget der er i handelen, men et stykke værktøj der fremstilles og bruges af den enkelte håndværker.